# Jesús De la Luz Ceballos
Jesús De la Luz Ceballos es un escultor español, nacido el 23 de mayo de 1964 en Plasencia, Cáceres y residente en Toledo, donde es profesor de escultura en la Escuela de Artes.

## Obras
Entre las obras de Jesús De la Luz Ceballos se incluyen las siguientes:
- El cantero, escultura en bronce sobre la puerta neoclásica de piedra de Villamayor, Salamanca
- Monumento a La Cabrera, en Plasencia, Cáceres
- Monumento a Adolfo Suárez, en Plasencia, Cáceres
- Monumento a Javier de Burgos, primer ministro de la reina Isabel II, en Motril
- Medallón de Alfonso XII, de piedra arenisca, en la Plaza Mayor de Salamanca

En el Museo Municipal de Arte Contemporáneo de Madrid, ubicado en el histórico Cuartel del Conde Duque, se conserva su escultura Hombre gritando. Con esta obra obtuvo el Premio Nacional de Escultura en 2000.